# RIN1
RIN1‏ (Ras and Rab interactor 1) هوَ بروتين يُشَفر بواسطة جين RIN1 في الإنسان.